# Orchetypus rugifrons
Orchetypus rugifrons is een rechtvleugelig insect uit de familie Chorotypidae. De wetenschappelijke naam van deze soort is voor het eerst geldig gepubliceerd in 1914 door Waterhouse.